# Liu Na'ou
Pour les articles homonymes, voir Liu.
Dans ce nom, le nom de famille, Liu, précède le nom personnel.
Liu Na'ou (chinois traditionnel : 劉吶鷗 ; pinyin : Liú Nàōu, né le 22 septembre 1905 à Tainan, Taïwan, et mort le 3 septembre 1940 à Shanghai) est un écrivain et cinéaste chinois.

## Biographie
Liu Na'ou est né à Taïwan,, où il a vécu jusqu'à l'âge de seize ans. Il fait ses études au Japon.
Liu Na'ou appartient au courant moderniste de la littérature des années 1930. Il est le fondateur de l'école néosentationniste en Chine, équivalent du courant littéraire japonais du même nom. Avec Shi Zhecun, Mu Shiying et Du Heng, il fonde en 1932 la revue Les Contemporains (Xiandai). La vie du Shanghai des années 1930, avec ses dancings et ses cafés, l'érotisme de ses femmes fatales, est au centre de ses nouvelles. Il a fait découvrir en Chine l'œuvre de Paul Morand.
Il a aussi réalisé plusieurs films, dont The Man who has a Camera (1933, 29 minutes).
Son assassinat pourrait être lié à son rôle d'agent double avec les autorités japonaises.

## Œuvre
- 都市風景線 (Dushi fengjingxian, L'Horizon de la cité), 1930, recueil de nouvelles

## Traductions
- « De l'inconvénient d'avoir tout son temps », dans Le Fox-trot de Shanghai et autres nouvelles chinoises, trad. Isabelle Rabut et Angel Pino, Albin Michel, « Les grandes traductions », 1996, p. 295-306.
- Scènes de vie à Shanghai, trad. Marie Laureillard, Serge Safran éditions, 2023.